# Acrodon bellidiflorus
Acrodon bellidiflorus är en isörtsväxtart som först beskrevs av Carl von Linné, och fick sitt nu gällande namn av Nicholas Edward Brown. Acrodon bellidiflorus ingår i släktet Acrodon och familjen isörtsväxter. Inga underarter finns listade i Catalogue of Life.